# 合宁铁路
宁合铁路是中国一条连接安徽省合肥市与江苏省南京市的客运专线，沪汉蓉快速客运通道组成部分，是中国高铁第二条开通营运的快速客运专线。

## 概述
宁合铁路位于沪汉蓉快速客运通道的东段，自安徽省合肥市起，途经肥东县、全椒县至江苏省南京市，归上海铁路局管辖。全线共设7个车站，全长156公里，其中江苏境内37公里。其中南京大胜关段约20公里的路段客车运行速度达300公里/小时，并预留提速350公里/小时的条件，其它路段运营初期速度为200公里/小时，2018年7月1日提速至250公里/小时。
宁合铁路最初规划为宁西线东段，后因沪汉蓉快速客运通道规划的出台，该段被并入了沪汉蓉快速客运通道，是国家规划的“四纵四横”快速铁路客运网一部分。宁合铁路于2005年7月开工建设，2007年12月建成，总投资43.1亿元。原计划于2008年初开通运营，后因雪灾及其他人为因素影响，开通时间表不断延迟。电气化工程于2007年底完成，直到2008年1月初才完成电气化线路接触网不通电情况下“冷滑”试验，2008年1月18日上午8时进行全线接触网送电，2月初完成全部货车动态检测试验，及后又因未能及时调度试验用动车组，延至3月中才开始进行动车组试车。
宁合铁路于2008年4月18日通车，初期开行货车和普通客运列车，其中南京-合肥城际列车使用BSP原厂25T型列车，全程需要85分钟；2008年8月1日，正式开通合肥至南京的和谐号动车组2对，合肥至上海的动车组3对，经停南京。自此南京前往合肥的所需时间由以往的4小时（经由宁铜线运行）缩短至1小时以内，合肥前往上海的时间也由以往的7小时缩短至3小时。
2018年7月1日，上海铁路局实施新的旅客列车运行图，宁合铁路上运行的普速列车全部改由宁铜铁路、淮南铁路运行，宁合铁路目前仅有动车组运行。2018年7月1日起，宁合铁路与合武铁路同时提速至时速250公里贯通运营。

## 车站
合宁铁路途经的中间4个车站均为三等站，在通车当天并未启用，肥东站、巢北站及全椒站于2008年5月1日正式启用，但巢北站于2008年5月底停运，江浦站自通车起至今仍未启用。
| 合宁铁路 |             |        |        |          |                                            |                                                        |          |                                     |
|          |             |        |        |          |                                            |                                                        |          |                                     |
| 站名     | 里程 （km） | 所在地 | 所在地 | 所在地   | 连接铁路                                   | 可换乘城市轨道交通线路                                 | 规模     | 备注                                |
| 合肥南站 | 0           | 安徽省 | 合肥市 | 包河區   | 合武铁路 京港高速铁路 合武高速铁路（在建） | 合肥轨道交通1号线、4号线、5号线                        | 12台26线 | 客运站                              |
| 合肥站   | -           | 安徽省 | 合肥市 | 瑶海区   | 合蚌客运专线 合武绕行线                    | 合肥轨道交通1号线、3号线                               | 9台13线  | 客运站 由淮南绕行线、合宁联络线连接 |
| 肥东站   | 21.7        | 安徽省 | 合肥市 | 肥東縣   | 合杭高速铁路 北沿江高速铁路（在建）        | 合肥轨道交通2号线（在建）                              | 2台8线   | 客货运站                            |
| 巢北站   | 54.4        | 安徽省 | 合肥市 | 巢湖市   |                                            |                                                        | 2台4线   | 客運站（已停运）                    |
| 黄庵站   | 78.3        | 安徽省 | 滁州市 | 全椒縣   |                                            |                                                        | 1台4线   | 会让站                              |
| 全椒站   | 101         | 安徽省 | 滁州市 | 全椒縣   |                                            |                                                        | 2台5线   | 客货运站                            |
| 浦口站   | 126.5       | 江蘇省 | 南京市 | 浦口區   |                                            |                                                        | 2台6线   | 客运站（未启用）                    |
| 南京南站 | 156.4       | 江蘇省 | 南京市 | 雨花台區 | 宁杭客运专线 京沪高速铁路 沪宁城际铁路     | 南京地铁1号线、3号线、S1线、S3线 南京地铁6号线（在建） | 15台28线 | 客运站                              |

## 列车运行形态
| 客运站名                                      | 本线列车 | 本线列车       | 本线列车 | 本线列车       | 合杭直通 | 合杭直通 | 宁启直通 | 宁启直通 | 宁启直通 |
| 客运站名                                      | 各站停车 | 跨肥东站       | 跨全椒站 | 合宁直达       | 各站停车 | 跨肥东站 | 跨肥东站 | 跨全椒站 | 两站全跨 |
| --------------------------------------------- | -------- | -------------- | -------- | -------------- | -------- | -------- | -------- | -------- | -------- |
| 合肥南站/合肥站                               | ●        | ●              | ●        | ●              | ●        | ●        | ●        | ●        | ●        |
| 肥东站                                        | ●        | ｜             | ●        | ｜             | ●        | ｜       | ｜       | ●        | ｜       |
| 全椒站                                        | ●        | ●              | ｜       | ｜             | 不適用   | 不適用   | ●        | ｜       | ｜       |
| 南京南站                                      | ●        | ●              | ●        | ●              | 不適用   | 不適用   | 不適用   | 不適用   | 不適用   |
| 示例                                          | G1775/78 | D3026/27/31/34 | D3005/08 | G7175/76/77/78 | G1182/83 | G1181/84 | D3064/65 | D5591/94 | D3063/66 |
| 注：●表示于该站停靠、｜表示通过该站不上下客。 |          |                |          |                |          |          |          |          |          |

## 票价争议
合宁铁路的客货票价在基准价上上浮了50%，这使得部分人士认为票价过高。

## 事故
该线途经的亭子山2号隧道于2007年8月28日贯通，但于9月2日发生局部塌方，导致5名工人死亡。

## 与其它铁路的连接
- 合肥南站：合武铁路、合蚌客运专线、合福高速铁路。
- 南京南站：京沪高速铁路、沪宁城际高速铁路、宁杭客运专线、宁安城际铁路、京沪铁路(经永亭线由永宁镇站接入)。